# أنالي أشفورد
أنالي أشفورد (بالإنجليزية: Annaleigh Ashford)‏ (ولدت أنالي أماندا سوانسون، 25 يونيو 1985) ممثلة، مغنية، وراقصة أميركية .

## روابط خارجية
- الموقع الرسمي
- Annaleigh Ashford - Approved Fansite
- أنالي أشفورد على موقع IMDb (الإنجليزية)
- أنالي أشفورد على موقع ميوزك برينز (الإنجليزية)
- أنالي أشفورد على موقع قاعدة بيانات برودواي على الإنترنت (الإنجليزية)
- أنالي أشفورد على موقع ديسكوغز (الإنجليزية)
- أنالي أشفورد على موقع قاعدة بيانات الفيلم (الإنجليزية)
- أنالي أشفورد على موقع ليتربوكسد (الإنجليزية)